# Leonhard Helmschrott
Leonhard Helmschrott (* 5. Juni 1921 in Unterthürheim; † 28. Oktober 2011 in Berlin) war ein deutscher Journalist und Politiker. Er war Gründungsmitglied des Nationalkomitees Freies Deutschland (NKFD) und von 1948 bis 1989 Chefredakteur des DBD-Zentralorgans Bauernecho.

## Leben
Geboren als Sohn eines Landwirts, arbeitete Helmschrott nach seiner Schulzeit ab 1935 in der elterlichen Landwirtschaft. 1941 wurde er zur Wehrmacht eingezogen. An der Ostfront eingesetzt, geriet Helmschrott Anfang September 1942 im Range eines Gefreiten in sowjetische Kriegsgefangenschaft. Er erklärte sich zur Zusammenarbeit mit der Roten Armee bereit und agitierte sehr bald mit Flugblättern und Grabenlautsprechern an der sowjetisch-deutschen Front. Er wurde jedoch bald abgezogen und arbeitete im Antifa-Aktiv des Kriegsgefangenenlagers 27 in Krasnogorsk mit. Von Februar bis Juli 1943 wurde Helmschrott an die zentrale Antifa-Schule in Krasnogorsk geschickt. Dort wurde er Teilnehmer an der Gründungskonferenz des Nationalkomitees „Freies Deutschland“ (NKFD). Helmschrott wurde gewähltes Mitglied des NKFD. In der Folgezeit war er auch Autor der Zeitung und des Senders „Freies Deutschland“ des Nationalkomitees.
Am 8. Dezember 1945 wurde er mit Luitpold Steidle, Matthäus Klein u. a. Kriegsgefangenen im Auftrag des NKFD von Moskau nach Berlin geflogen, wo sie von Walter Ulbricht empfangen wurden. Helmschrott trat 1945 der KPD bei, die 1946 bei der Zwangsvereinigung von KPD und SPD in der SED aufging. Er wurde Redakteur des KPD-Organs Volkszeitung, die später in Landeszeitung als Organ der SED in Mecklenburg umbenannt wurde. 1947 und 1948 wirkte er als freier Journalist. Helmschrott wurde 1948 an die Parteihochschule Karl Marx delegiert.
Noch während des Studiums an der Parteihochschule wurde Helmschrott von der SED beauftragt, an der von der SED initiierten Gründung der Demokratischen Bauernpartei Deutschlands (DBD) teilzunehmen. Sogleich wurde er Mitglied des Parteivorstandes und Chefredakteur des DBD-Zentralorgans Bauernecho, welcher er bis 1989 blieb. 1949 wurde Helmschrott für die DBD in die Volkskammer gewählt, deren Fraktion er von 1963 bis 1986 als Vorsitzender vorstand. Ab 1958 gehörte er auch dem Volkskammerausschuss für Nationale Verteidigung an, ab 1986 war er stellvertretender Vorsitzender dieses Ausschusses. 1963 erklärte er ein Recht auf Wehrdienstverweigerung in der DDR als undenkbar. Von 1971 bis 1976 war er stellvertretender Vorsitzender der Interparlamentarischen Gruppe der DDR. Von 1950 bis 1988 war er Inoffizieller Mitarbeiter der DDR-Staatssicherheit.
Nach Abschluss eines Fernstudiums an der Universität Leipzig konnte sich Helmschrott ab 1962 Diplom-Journalist nennen. Von 1986 bis zum März 1990 gehörte Helmschrott dem Staatsrat der DDR an. Am 15. November 1989 wurde er auf eigenen Antrag als Chefredakteur und Mitglied des Präsidiums sowie des Sekretariats der DBD abgelöst. Im Januar 1990 schied er auch aus dem Parteivorstand der DBD aus. Als die DBD mit der CDU (Ost) fusionierte, wurde Helmschrott parteilos.

## Auszeichnungen
- 1970 Vaterländischer Verdienstorden (VVO) in Gold
- 1975 Stern der Völkerfreundschaft
- 1981 Ehrenspange zum VVO
- 1985 Medaille „40. Jahrestag des Sieges im Großen Vaterländischen Krieg 1941–1945“[3]

## Schriften (Auswahl)
- Sag nicht, ich kann nichts tun. Erinnerungen. edition ost, Berlin 2011. ISBN 978-3-89793-269-2